# Charaxes obsolescens
Charaxes obsolescens är en fjärilsart som beskrevs av Stoneham 1931. Charaxes obsolescens ingår i släktet Charaxes och familjen praktfjärilar. Inga underarter finns listade i Catalogue of Life.